# ستار وورز: ديموليشن
ستار وورز ديموليشن هي لعبة فيديو أمريكية من نوع أكشن، وهي من تطوير ونشر لوكسوفلوكس ولوكاس آرتز، صدرت اللعبة في الأسواق سنة 2000، وتعمل لمنصتي دريم كاست وبلاي ستيشن.